# Ectoedemia heringella
Ectoedemia heringella là một loài bướm đêm thuộc họ Nepticulidae. Nó được tìm thấy ở Mediterranean Region, from miền nam Pháp, Corse, Sardegna, và Ý to Cộng hòa Síp. Nó được ghi nhận lần đầu ở Đại Anh vào năm 2002.
Sải cánh dài 4.4–6 mm. Con trưởng thành bay từ late tháng 4 đến the end of tháng 6. Có một lứa một năm.
Ấu trùng ăn Quercus alnifolia và Quercus ilex. Chúng ăn lá nơi chúng làm tổ. 

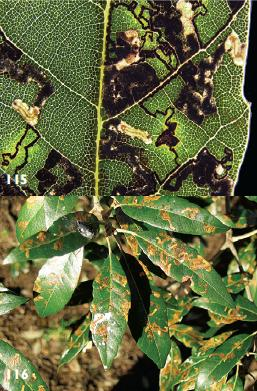
Mines và larvae on Quercus ilex
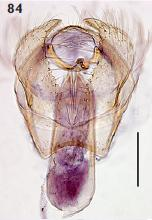
Bộ phận sinh dục đực
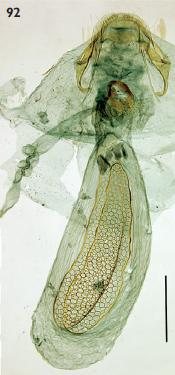
Bộ phận sinh dục cái
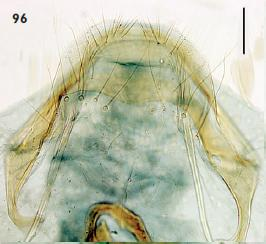
Female terminal abdominal segment